# Etienne van der Vieren
Etienne van der Vieren (ur. 17 września 1943 w Antwerpii) – belgijski kolarz torowy, srebrny medalista mistrzostw świata.

## Kariera
Największy sukces w karierze Etienne van der Vieren osiągnął w 1965 roku, kiedy zdobył srebrny medal w wyścigu ze startu zatrzymanego amatorów podczas torowych mistrzostw świata w San Sebastián. W zawodach tych wyprzedził go jedynie Hiszpan Miguel Mas, a trzecie miejsce zajął Francuz Alain Maréchal. Był to jedyny medal wywalczony przez van der Vierena na międzynarodowej imprezie tej rangi. Nigdy nie wystąpił na igrzyskach olimpijskich.